# 馬吉德·本·賽義德
賽義德-馬吉德·本·賽義德·布賽義迪（阿拉伯语：‎；约1834 – 1870年10月7日）為首位尚吉巴蘇丹，並從1856年10月19日統治至1870年10月7日駕崩為止。其中，在他接替其父賽義德·本·蘇丹後，曾短暫地自稱為阿曼蘇丹，然而在與其兄蘇韋尼·本·賽義德的王位爭奪戰之後，便由後者繼任阿曼蘇丹，前者則成為尚吉巴開國君主。在其統治期間，巴爾加什·本·賽義德曾試圖篡位未果。後來前者繼續掌權至「過度沉迷於感官享樂和興奮劑」而死為止。
在位期間，馬吉德·本·賽義德藉具爭議的印度洋奴隸貿易來鞏固權力，並累積該國財富。

## 註腳
1. ↑  Keane 1907，第483頁
2. ↑  Appiah & Gates 1999，第188頁

## 外部連結
- 馬吉德·本·賽義德收錄於維基文庫中的作品

| 前任： 賽義德·本·蘇丹（阿曼帝國蘇丹） | 桑给巴尔苏丹 1856年10月19日-1870年10月7日 | 繼任： 巴爾加什·本·賽義德 |